# Una fredda mattina di maggio
Una fredda mattina di maggio è un film del 1990 diretto da Vittorio Sindoni, liberamente ispirato all'assassinio del giornalista Walter Tobagi, avvenuto a Milano il 28 maggio 1980.

## Trama
Milano, anni settanta, durante gli anni di piombo inizia, oltre agli scontri di piazza, il fenomeno della lotta armata e tra le formazioni che sono nate nella clandestinità inizia ad emergere Prima Linea e Ruggero Manni, un giornalista di un importante quotidiano, comincia ad occuparsi del fenomeno.
Egli, dopo che un collega è stato gambizzato, ritiene che il volantino di rivendicazione sia stato scritto da qualcuno che lo conosceva personalmente ed inizia silenziosamente ad indagare, attirandosi le antipatie dei colleghi e venendo contestato durante un'assemblea da alcuni studenti intervenuti, i quali, quasi tutti di buona famiglia e figli di amici e conoscenti, iniziano a seguirne il lavoro giungendo a minacciarlo.
I ragazzi considerano pericolosa per loro la sua attività e, dopo avere eliminato Marione, un membro dell'organizzazione tossicodipendente ed informatore della polizia, il quale aveva causato la morte del Rosso, un altro giovane affiliato, decideranno, allo scopo di mettersi in evidenza con i "cugini" delle Brigate Rosse e nonostante l'obiezione di Simone, di uccidere il giornalista, il quale cadrà in un agguato il mattino del 25 maggio 1980.

## Curiosità
- Il film fu trasmesso in prima visione televisiva il 30 novembre 1991 su Raidue[1], come ultimo appuntamento de Il coraggio di vivere, un ciclo di film-dossier curato da Riccardo Bonacina e Arrigo Petacco. In tale occasione, il consueto dibattito seguito al termine della pellicola, vide gli interventi, tra gli altri, di Francesco Cossiga[1], che ribadì la natura politica del terrorismo rosso[2], delle vedove rispettivamente di Licio Giorgieri[2] e Roberto Peci[2], del quale furono mostrate le immagini del processo subito da parte delle Brigate Rosse[2], di Aldo Brandirali[1], di Don Mazzi[1], di Andrea Morelli[1] e di Toni Negri[1], questi ultimi due all'epoca residenti in Francia, dove stavano usufruendo dei benefici della dottrina Mitterrand. In particolare l'ex leader di Autonomia Operaia, dopo aver definito se stesso e la sua organizzazione politica come autori di "picconate al sistema" ante litteram[2], riferendosi alle allora recenti dichiarazioni del Presidente della Repubblica in carica, propose a quest'ultimo di recarsi oltralpe per dialogare con gli altri "rifugiati politici"[2], col fine di superare l'"emergenza terrorismo", a parer suo da ritenersi ormai anacronistica[2]; il capo dello Stato concesse alcuni segnali di disponibilità al riguardo[2].